# Furggelenstock
Furggelenstock är en bergstopp i Schweiz.   Den ligger i distriktet Bezirk Schwyz och kantonen Schwyz, i den centrala delen av landet, 100 km öster om huvudstaden Bern. Toppen på Furggelenstock är 1 656 meter över havet, eller 254 meter över den omgivande terrängen. Bredden vid basen är 7,4 km.
Terrängen runt Furggelenstock är bergig söderut, men norrut är den kuperad. Runt Furggelenstock är det ganska glesbefolkat, med 43 invånare per kvadratkilometer.. Närmaste större samhälle är Schwyz, 6,3 km väster om Furggelenstock. 
I omgivningarna runt Furggelenstock växer i huvudsak blandskog.